# Kronacher Freischießen

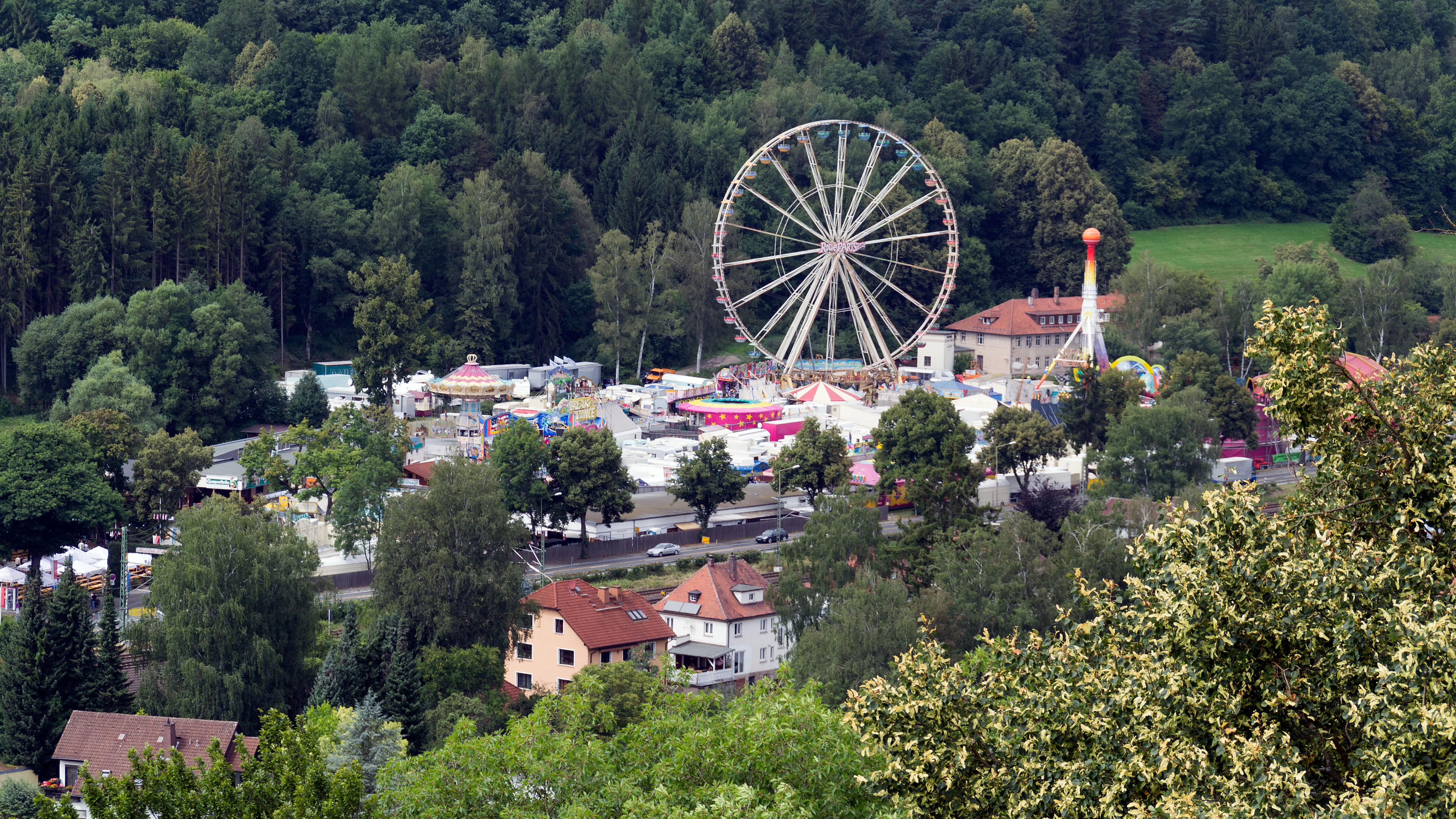
Kronacher Freischießen 2012

Das Kronacher Freischießen, meist einfach Freischießen genannt, ist das Schützenfest der Schützengesellschaft Kronach. Es findet jährlich im August statt und ist mit rund 300.000 Besuchern das größte Volksfest im Frankenwald. Es findet immer an elf Tagen statt und endet am vorletzten Sonntag im August.

## Geschichte
Die Schützengesellschaft Kronach gilt als eine der ältesten ihrer Art in Deutschland. Bereits 1497 wurden die ersten Schießstände auf der Hofwiese errichtet. Das erste Freischießen fand im Jahre 1588 statt. Seither verwandelt sich jedes Jahr die Hofwiese am Schützenhaus zum Festgelände. Das Freischießen endet immer am vorletzten Sonntag im August. Zuvor werden 10 Tage ausgelassen gefeiert. Am Donnerstag vor dem eigentlichen Festbetrieb findet die Bierprobe statt. Hier können sich alle Besucher von den Bierköstlichkeiten der Brauereien überzeugen. In den Anfangsjahren waren an der Bierprobe die Essens- und Getränkestände geöffnet. Seit einigen Jahren haben auch alle anderen Schausteller mit ihren Fahrgeschäften geöffnet. Somit ist seither der Festbetrieb auf 11 Tage verlängert worden.

## Festfolge
Der Anstich erfolgt immer durch den amtierenden Bürgermeister Kronachs. Der große Schützenauszug ist am darauf folgenden Sonntag. Hier marschieren alle Schützenvereine der Umgebung zusammen mit vielen Musikkapellen vom Marktplatz hinunter zur Hofwiese. Ähnlich ist es am Dienstag am Kinderfestzug (im Jahr 2023 findet der Kinderfestumzug wegen des Feiertags ausnahmsweise am Mittwoch statt). Die Jugendgruppen sämtlicher Vereine des Landkreises marschieren zum Festplatz. Zwei Tage später wird von der Festung Rosenberg das Brillantfeuerwerk gezündet. Die Bekanntgabe des Schützenkönigs, der Schützenkönigin und des Jungschützenkönigs erfolgt am letzten Tag.

## Bierpreis
Wie auch auf anderen Volksfesten ist der Bierpreis ein viel diskutiertes Thema. In den vergangenen Jahren zeigte sich, dass der Bierpreis zwei bis drei Jahre konstant bleibt, bis er um 20ct bis 50ct angehoben wird. Trotz der Kosten, die durch die Vielzahl an verschiedene Musikgruppierungen entstehen, gilt der Bierpreis in Kronach als der günstigste im Vergleich mit anderen großen Volksfesten der Umgebung.
| 1965        | 1967           | … | 2007   | 2008   | 2009   | 2010   | 2011   | 2012   | 2013   | 2014   | 2015   | 2016   | 2017   | 2018   | 2019   | 2022   | 2023   | 2024    |
| ----------- | -------------- | - | ------ | ------ | ------ | ------ | ------ | ------ | ------ | ------ | ------ | ------ | ------ | ------ | ------ | ------ | ------ | ------- |
| 2 DM 1,00 € | 2,20 DM 1,10 € | … | 6,20 € | 6,20 € | 6,20 € | 6,70 € | 6,90 € | 6,90 € | 7,30 € | 7,30 € | 7,30 € | 7,80 € | 7,80 € | 7,80 € | 8,30 € | 9,70 € | 9,70 € | 10,90 € |

## Besonderheiten
Das Kronacher Freischießen besitzt einige Besonderheiten, welche es von anderen Festen der Umgebung und darüber hinaus abgrenzt.

### Bierhallen
In Kronach werden für das Freischießen keine Festzelte aufgestellt. Die zwei bzw. drei Bierhallen sind massiv und stehen ganzjährig auf der Hofwiese. Die Halle am Schützenhaus ist zu einer Seite geöffnet. Die Musik spielt hier vor der Halle im sogenannten Pavillon und somit auch für den angrenzenden Biergarten.

### Brauereien
Seit jeher wird das Kronacher Freischießen von heimischen  Brauereien bedient. Aktuell sind das die Kaiserhöfer aus Kronach und die Gampertbräu aus Weißenbrunn. Die Brauerei Kaiserhöfer befindet sich immer in der rechten Bierhalle. Von beiden Brauereien wird speziell für das Freischießen ein eigenes Festbier gebraut.

### Musik
In Kronach spielen an allen Tagen mindestens drei verschiedene Live-Bands oder Musikkapellen. Während in den Bierhallen meist Stimmungsbands auf der Bühne stehen, wird am Pavillon konzertante Blasmusik vorgetragen. 50 Jahre lang spielte die Flößerkapelle Neuses an den ersten drei Tagen im Pavillon. Heutzutage wechseln sich Kapellen der Umgebung ab. Von Sonntag bis Sonntag spielt an jedem Tag ein Musikkorps der Bundeswehr. Im Jahr 2022 ist nach vielen Jahren kein Musikkorps der Bundeswehr auf dem Platz.

### „Märkla“
Besonders auffallend in Kronach ist, dass auf dem Freischießen im Ausschank und den Essensständen relativ wenig Umsatz mittels Bargeld geschieht. Viele Kronacher erhalten als „Urlaubsgeld“ Freimarken („Märkla“) von ihrem Arbeitgeber für das Freischießen. Die „Märkla“ gelten als heimliche Währung während der Freischießenzeit.

### XXL-Nächte
Im Jahre 2008 wurden die sogenannten XXL-Nächte eingeführt. Die Öffnungszeiten des Freischießens waren von da an am Wochenende bis 03:00 Uhr morgens. Dies wurde vor allem von der Polizei begrüßt, da hierdurch die Festbesucher am Festplatz gehalten wurden und nicht zum Feiern in die Innenstadt zogen. Seit dem Jahr 2013 gab es immer wieder Beschwerden mehrerer Anwohner. In den darauffolgenden Jahren wurden die Zeiten der XXL-Nächte immer wieder angepasst. 2019, nach mehreren Jahren der Rechtsstreitigkeiten wurden die XXL-Nächte endgültig wieder abgeschafft.

## Künftige Kronacher Freischießen
- 2024: 08.–18. August 2024
- 2025: 14.–24. August 2025
- 2026: 13.–23. August 2026
- 2027: 12.–22. August 2027
- 2028: 10.–20. August 2028
- 2029: 09.–19. August 2029
- 2030: 08.–18. August 2030
- 2031: 14.–24. August 2031
- 2032: 12.–22. August 2032

...

## Unfall
Am 10. August 2019 kam es am Rande des Freischießens zu einem Unfall. Ein 20-Jähriger überquerte während des Festbetriebs die angrenzenden Bahngleise und wurde von einem Güterzug erfasst. Der Mann starb noch an der Unfallstelle.